# 六ツ川

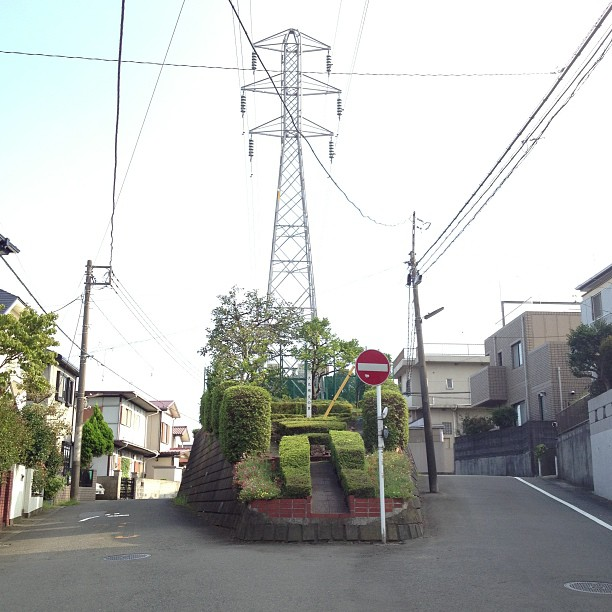
坂道にある送電鉄塔の下に整備された庭園（六ツ川3丁目、、）

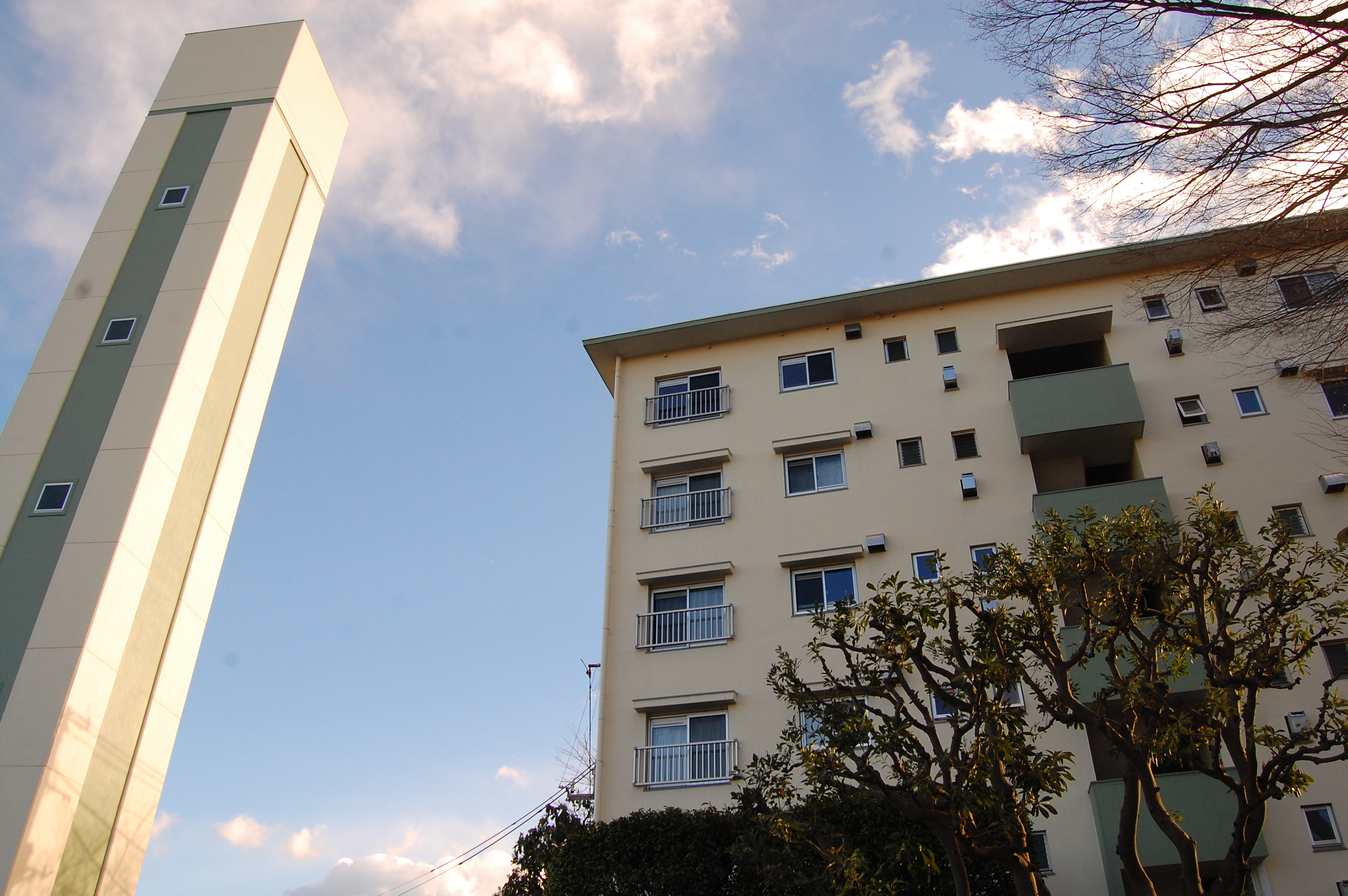
六ツ川台団地

六ツ川（むつかわ）は、神奈川県横浜市南区の町名。現行行政地名は六ツ川一丁目から六ツ川四丁目。住居表示未実施区域。

## 地理
横浜市南区西部に位置し、西端は保土ケ谷区・戸塚区・港南区に接する。一丁目から三丁目がV字形の形状をしており、戸塚区に食い込むように四丁目が西に張り出す。正式な表記は六ツ川だが、六つ川や六ッ川の表記も混在する。
東西に神奈川県道218号弥生台桜木町線（平戸桜木道路）、南北に横浜横須賀道路が通り六ッ川料金所があるが、町内にインターチェンジは設けられていない。二丁目西部には神奈川県立こども医療センターがあり、隣接する港南区芹が谷にかけては医療機関が集積する地区となっている。三丁目には横浜パークタウンや六ッ川台団地など集合住宅が立ち並ぶ。また狩場町との隣接地には横浜市こども植物園がある。

### 面積
面積は以下の通りである。
| 丁目         | 面積（km²） |
| ------------ | ----------- |
| 六ツ川一丁目 | 0.551       |
| 六ツ川二丁目 | 0.662       |
| 六ツ川三丁目 | 0.546       |
| 六ツ川四丁目 | 0.178       |
| 計           | 1.937       |

### 地価
住宅地の地価は、2025年（令和7年）1月1日の公示地価によれば、六ツ川2丁目3番153の地点で17万円/m²となっている。

## 沿革
古くは武蔵国久良岐郡引越村で、1889年（明治22年）4月1日に周辺の村と合併、大岡川村大字引越となる。1927年（昭和2年）4月1日に横浜市に編入、横浜市六ツ川町となる。六ツ川の地名は、古い広域地名の「多々久郷」が弘明寺・中里・別所・最戸・久保・引越の六ヶ村に分かれたこと、市町村制施行時に大岡川村となったことに由来する。また、鮫ヶ谷・久保谷・マンヶ谷・九田谷・荒戸谷・御堂谷の谷側に由来するとの別説もある。1927年（昭和2年）10月1日に区制施行、中区となったのち、1943年（昭和18年）に新設した南区に編入された。1967年（昭和42年）1月15日に六ツ川町の町名が廃止され、六ツ川一丁目から三丁目を新設。次いで1969年（昭和44年）10月1日に四丁目が新設された。1975年（昭和50年）7月28日に六ツ川一丁目の一部が中里三丁目、中里四丁目に編入されている。
なお、追加で新設された四丁目は上記の六ツ川とは本来別個の地域で、古くは相模国鎌倉郡永谷村の一部であった。1889年（明治22年）4月1日に上野庭村、下野庭村および平戸村飛地と合併、永野村の一部となる。1936年（昭和11年）10月1日に横浜市に編入、中区の一部となり、下永谷町となる。1943年（昭和18年）12月1日に分区により南区に編入、1969年（昭和44年）10月1日に下永谷町のうち、北端で六ツ川三丁目に隣接した地域（字山谷）を六ツ川四丁目とした（下永谷町の他の地域は、同日分区により港南区に編入）。

### 町名の変遷
| 実施後       | 実施年月日                | 実施前（各町名ともその一部）                         |
| ------------ | ------------------------- | ---------------------------------------------------- |
| 六ツ川一丁目 | 1967年（昭和42年）1月15日 | 六ツ川町（一部）                                     |
| 六ツ川二丁目 | 1967年（昭和42年）1月15日 | 六ツ川町、中里町、最戸町、大久保町、別所町（各一部） |
| 六ツ川三丁目 | 1967年（昭和42年）1月15日 | 六ツ川町、最戸町、大久保町、別所町（各一部）         |
| 六ツ川四丁目 | 1969年（昭和44年）10月1日 | 下永谷町（一部）                                     |

## 世帯数と人口
2025年（令和7年）6月30日現在（横浜市発表）の世帯数と人口は以下の通りである。
| 丁目         | 世帯数     | 人口     |
| ------------ | ---------- | -------- |
| 六ツ川一丁目 | 2,937世帯  | 5,364人  |
| 六ツ川二丁目 | 3,716世帯  | 7,294人  |
| 六ツ川三丁目 | 3,389世帯  | 6,758人  |
| 六ツ川四丁目 | 1,018世帯  | 2,068人  |
| 計           | 11,060世帯 | 21,484人 |

### 人口の変遷
国勢調査による人口の推移。
| 年                 | 人口   |
| ------------------ | ------ |
| 1995年（平成7年）  | 25,276 |
| 2000年（平成12年） | 24,421 |
| 2005年（平成17年） | 24,231 |
| 2010年（平成22年） | 23,875 |
| 2015年（平成27年） | 22,729 |
| 2020年（令和2年）  | 22,073 |

### 世帯数の変遷
国勢調査による世帯数の推移。
| 年                 | 世帯数 |
| ------------------ | ------ |
| 1995年（平成7年）  | 9,009  |
| 2000年（平成12年） | 9,291  |
| 2005年（平成17年） | 9,499  |
| 2010年（平成22年） | 9,862  |
| 2015年（平成27年） | 9,801  |
| 2020年（令和2年）  | 10,224 |

## 学区
市立小・中学校に通う場合、学区は以下の通りとなる（2024年11月時点）。
| 丁目         | 番・番地等 | 小学校                 | 中学校               |
| ------------ | --- | ---------------------- | -------------------- |
| 六ツ川一丁目 | 249番地〜250番地の1 250番地の4・5・8、388番地                                                                   | 横浜市立南小学校       | 横浜市立南が丘中学校 |
| 六ツ川一丁目 | 1〜131番地、133〜235番地 239〜248番地、250番地の2・3 250番地の6・7、251〜253番地 258〜263番地                   | 横浜市立井土ケ谷小学校 | 横浜市立南中学校     |
| 六ツ川一丁目 | 132番地、310番地（崖の上） 668番地                                                                              | 横浜市立六つ川小学校   | 横浜市立南中学校     |
| 六ツ川一丁目 | 236〜238番地、254〜257番地 264〜309番地、310番地（崖の下） 311〜387番地、389〜667番地 669〜719番地、728番地以降 | 横浜市立六つ川小学校   | 横浜市立六ツ川中学校 |
| 六ツ川二丁目 | 1〜13番地、15〜38番地 41〜46番地、48番地 50〜51番地、79番地〜110番地の4                                         | 横浜市立六つ川小学校   | 横浜市立六ツ川中学校 |
| 六ツ川二丁目 | 14番地、57番地の7 62番地の24〜32、63〜78番地 110番地の5以降                                                     | 横浜市立六つ川西小学校 | 横浜市立六ツ川中学校 |
| 六ツ川二丁目 | 39〜40番地、47番地、49番地 52番地〜57番地の6 57番地の8〜62番地の23 62番地の33〜42                               | 横浜市立別所小学校     | 横浜市立六ツ川中学校 |
| 六ツ川三丁目 | 17番地以降 | 横浜市立六つ川台小学校 | 横浜市立六ツ川中学校 |
| 六ツ川三丁目 | 1〜16番地 | 横浜市立六つ川小学校   | 横浜市立六ツ川中学校 |
| 六ツ川四丁目 | 全域 | 横浜市立六つ川西小学校 | 横浜市立六ツ川中学校 |

## 事業所
2021年（令和3年）現在の経済センサス調査による事業所数と従業員数は以下の通りである。
| 丁目         | 事業所数  | 従業員数 |
| ------------ | --------- | -------- |
| 六ツ川一丁目 | 190事業所 | 1,407人  |
| 六ツ川二丁目 | 178事業所 | 2,744人  |
| 六ツ川三丁目 | 110事業所 | 1,366人  |
| 六ツ川四丁目 | 53事業所  | 471人    |
| 計           | 531事業所 | 5,988人  |

### 事業者数の変遷
経済センサスによる事業所数の推移。
| 年                 | 事業者数 |
| ------------------ | -------- |
| 2016年（平成28年） | 513      |
| 2021年（令和3年）  | 531      |

### 従業員数の変遷
経済センサスによる従業員数の推移。
| 年                 | 従業員数 |
| ------------------ | -------- |
| 2016年（平成28年） | 5,065    |
| 2021年（令和3年）  | 5,988    |

## 施設

### 教育機関
- 神奈川県立横浜国際高等学校
- 横浜市立六ツ川中学校
- 横浜市立南中学校
- 横浜市立六つ川西小学校
- 横浜市立六つ川台小学校
- 神奈川県立横浜南養護学校
- 横浜市立六つ川小学校

### 公共施設
- 神奈川県立こども医療センター
- 南警察署六ッ川交番・大池交番
- 横浜市南消防署六ツ川消防出張所
- 横浜六ッ川郵便局
- 横浜六ッ川一郵便局

### 商業施設・金融機関
- マルエツ六ッ川店
- そうてつローゼン六ツ川店
- スルガ銀行横浜六ツ川支店
- 川崎信用金庫六ツ川支店

### その他
- 横浜市こども植物園

## その他
女優、歌手の斉藤由貴、マヂカルラブリー野田クリスタルの出身地である。

### 日本郵便
- 郵便番号 : 232-0066[3]（集配局：横浜南郵便局[23]）

### 警察
町内の警察の管轄区域は以下の通りである。
| 丁目         | 番・番地等                                                           | 警察署   | 交番・駐在所 |
| ------------ | -------------------------------------------------------------------- | -------- | ------------ |
| 六ツ川一丁目 | 1〜689番地、693番地109 715番地8・9・12・13 716番地10・12・24・26・27 | 南警察署 | 六ツ川交番   |
| 六ツ川一丁目 | その他                                                               | 南警察署 | 大池交番     |
| 六ツ川二丁目 | 1〜79番地                                                            | 南警察署 | 六ツ川交番   |
| 六ツ川二丁目 | その他                                                               | 南警察署 | 大池交番     |
| 六ツ川三丁目 | 全域                                                                 |          | 大池交番     |
| 六ツ川四丁目 | 全域                                                                 |          | 大池交番     |

## 参考資料
- 『県別マップル 神奈川県広域・詳細道路地図』2006年4刷 昭文社 ISBN 9784398626998
- “横浜市町区域要覧” (PDF).   横浜市市民局 (2016年6月). 2023年6月6日閲覧。